# Бакулін Олександр Олександрович
Олекса́ндр Олекса́ндрович Баку́лін (нар. 1981, Ровеньки, Ворошиловградська область, Українська РСР, СРСР) — український військовослужбовець, бригадний генерал Збройних сил України, учасник російсько-української війни. Лицар ордена Богдана Хмельницького II (2022) та III (2018) ступенів.

## Життєпис
Народився в 1981 році в Ровеньках Луганської області. Навчався в Одеському інституті Сухопутних військ.
Був командиром 41-го окремого мотопіхотного батальйону. Станом на 2020 рік командир Окремого президентського полку імені гетьмана Богдана Хмельницького.
Від 11 лютого 2022 року до 2025 року — командир 57-ї окремої мотопіхотної бригади імені кошового отамана Костя Гордієнка.
Брав участь в битві за Бахмут.
З 2025 року командир 19-го армійського корпусу.

## Нагороди
- Хрест бойових заслуг (28 листопада 2023) — за особисту мужність, виявлену у захисті державного суверенітету та територіальної цілісності України, самовіддане виконання військового обов'язку.[9]
- орден Богдана Хмельницького II ступеня (3 червня 2022) — за особисту мужність і самовіддані дії, виявлені у захисті державного суверенітету та територіальної цілісності України, вірність військовій присязі.[10]
- орден Богдана Хмельницького III ступеня (11 жовтня 2018) — за особисту мужність і самовіддані дії, виявлені у захисті державного суверенітету та територіальної цілісності України, вірність військовій присязі.[11]

## Військові звання
- полковник;
- бригадний генерал, 5 травня 2025 року.[8]